# ياسين دوتون
ياسين داتون هو زميل عزمان هاشم الأول في مركز أكسفورد للدراسات الإسلامية  وأستاذ فخري للغة العربية في كلية اللغات والأدب في جامعة كيب تاون .  تشمل اهتماماته البحثية المخطوطات القرآنية المبكرة والشريعة الإسلامية الكلاسيكية والحديثة، مع التركيز على القضايا الاقتصادية والبيئية.  

## المسيرة الأكاديمية
أنهى داتون درجة الدكتوراه في الفلسفة في جامعة أكسفورد قبل أن يقوم بتدريس اللغة العربية في كلية الدراسات الشرقية من عام 1993 إلى عام 1995، ثم درس الدراسات العربية والإسلامية في جامعة إدنبرة من عام 1995 إلى عام 2006، واللغة العربية في جامعة كيب تاون من عام 2006 إلى عام 2018. 

## بحث
تركزت أبحاث داتون في الشريعة الإسلامية المبكرة على فقه مالك بن أنس واستخدامه لممارسات أهل المدينة ( عمل أهل المدينة ) كمصدر للتشريع.   ويرى أن عمل أهل المدينة كانت، بالإضافة إلى القرآن ، مرجعاً لمالك أعلى من الحديث ؛  لأنه كان آخر عمل استقر عليه النبي صلى الله عليه وسلم قبل موته واستمر عليه الصحابة والتابعون في المدينة.
من خلال تناول مسألة وضع اليدين أثناء الصلاة أي السدل مقابل القبض، ويميز دوتون بين السنة المحفوظة عن طريق العمل والسنة المحفوظة عن طريق الحديث. 
ويقال إنه قدم "إسهاما كبيرا في فهمنا للنشاط الفقهي في الإسلام المبكر". 

## المنشورات
- أصول الشريعة الإسلامية: القرآن والموطأ وعمل أهل المدينة (الثقافة والحضارة في الشرق الأوسط) ، ( روتليدج ، 1999،(ردمك 978-0-70071-062-1) )
- الإسلام الأصلي: مالك ومذهب المدينة (الثقافة والحضارة في الشرق الأوسط) ، ( روتليدج ، 2006،(ردمك 978-0-41555-407-7) )
- علم المخطوطات الإسلامية : وقائع المؤتمر الثاني لمؤسسة الفرقان للتراث الإسلامي، 4-5 ديسمبر 1993 (الطبعة الثانية) لندن: مؤسسة الفرقان للتراث الإسلامي.(ردمك 978-1873992159)رقم الكتاب الدولي المعياري 978-1873992159 [10]

### المقالات
- داتون، ياسين. "مقدمة كتاب بداية المجتهد لابن رشد"، الشريعة الإسلامية والمجتمع ، المجلد الأول، ص 113. 1، رقم 2، 1994، ص 188-205.
- داتون، ياسين. ""السنة والحديث والعمل المدني." مجلة الدراسات الإسلامية ، المجلد. 4، رقم 1، 1993، ص 1-31.
- داتون، ياسين. "العمل مقابل الحديث في الشريعة الإسلامية قضية سدل اليدين عند الصلاة". الشريعة الإسلامية والمجتمع ، المجلد 1، ص 113. 3، رقم 1، 1996، ص. 13–40.
- داتون، ياسين. "النقاط الحمراء والنقاط الخضراء والنقاط الصفراء والزرقاء: بعض التأملات حول نطق المخطوطات القرآنية المبكرة - الجزء الأول" . مجلة الدراسات القرآنية ، المجلد. 1، رقم 1، 1999، ص. 115–140.
- داتون، ياسين. "النقاط الحمراء والنقاط الخضراء والنقاط الصفراء والزرقاء: بعض التأملات في نطق المخطوطات القرآنية المبكرة (الجزء الثاني)". مجلة الدراسات القرآنية ، المجلد. 2، رقم 1، 2000، ص. 1–24.
- داتون، ياسين. "الشفهية والكتابة وحديث سبعة الأحرف". مجلة الدراسات الإسلامية ، المجلد. 23، رقم 1، 2012، ص. 1–49.
- داتون، ياسين. "مخطوطة أموية من القرآن الكريم وتاريخها"، مجلة الدراسات القرآنية ، المجلد. 9، رقم 2، 2007، ص. 57–87.
- داتون، ياسين. "المصحف المبكر على قراءة ابن عامر" ، مجلة الدراسات القرآنية ، المجلد 1، العدد 1، ص 113. 3، رقم 1، 2001، ص. 71–89.
- داتون، ياسين. "بعض الملاحظات على "أقدم مخطوطة قرآنية" في المكتبة البريطانية (2165)." مجلة الدراسات القرآنية ، المجلد. 6، رقم 1، 2004، ص. 43–71.
- داتون، ياسين. "العمل الفقهي وعمل أهل المدينة: القضاء في موطأ مالك" مجلة الدراسات الإسلامية، المجلد. 10، رقم 1، 1999، ص. 1–21.